# Christina Johannesson
Christina Johannesson, född den 19 mars 1970, är en svensk journalist och avdelningschef på SVT Nyheter.
Christina Johannesson började sin journalistiska bana på Fryksdalsbygden och Värmlands Folkblad. År 1993 var hon ordförande för Studentradion i Uppsala tillsammans med Anders Holmberg. Därefter var Johannesson reporter på Sveriges radio Uppland och redaktör, programledare och biträdande redaktionschef på TV4 Uppland. Mellan 1998 och 2002 var hon programledare på Aktuellt på Sveriges Television.
Mellan 2005 och 2008 var Christina Johannesson SVT:s Europakorrespondent i Bryssel och 2008–2009 reporter på samhällsmagasinet Agenda. År 2009 tog hon över ledarskapet för 24 Direkt efter Erik Fichtelius, och skapade SVT Forum. Christina Johannesson blev avdelningschef för Insamling på SVT Nyheter 2011 med uppdrag att skapa fler egna nyheter. År 2014 vann SVT Nyheter Föreningen grävande journalisters pris Guldspaden för första gången.

## Publikationer
- ChristinaJohannesson (2005). Mats Sjölin. red. ”EU:s inflytande över lagstiftning i Sveriges riksdag”. Statsvetenskaplig Tidskrift (Lund: Fahlbeckska stiftelsen) (1):  sid. 71. ISSN 0039-0747. http://www.statsvetenskapligtidskrift.se/cms/documents/5462CC18-B5AF-4008-8971-8DFAD0063E48.pdf. Läst 9 augusti 2014. Arkiverad 20 augusti 2010 hämtat från the Wayback Machine.

## Filmografi
- 2006 Pärleporten[7]